# زیل-۴۱۰۴۷
زیل-۴۱۰۴۷ (ZIL-۴۱۰۴۷) خودرویی است که در سال‌های ۱۹۸۵ تا ۲۰۰۲تولید شده‌است.
این خودرو در کلاس خودرو لوکس قرار گرفته، طراحی آن خودروهای موتور جلو-محور عقب بوده‌است.

## نگارخانه

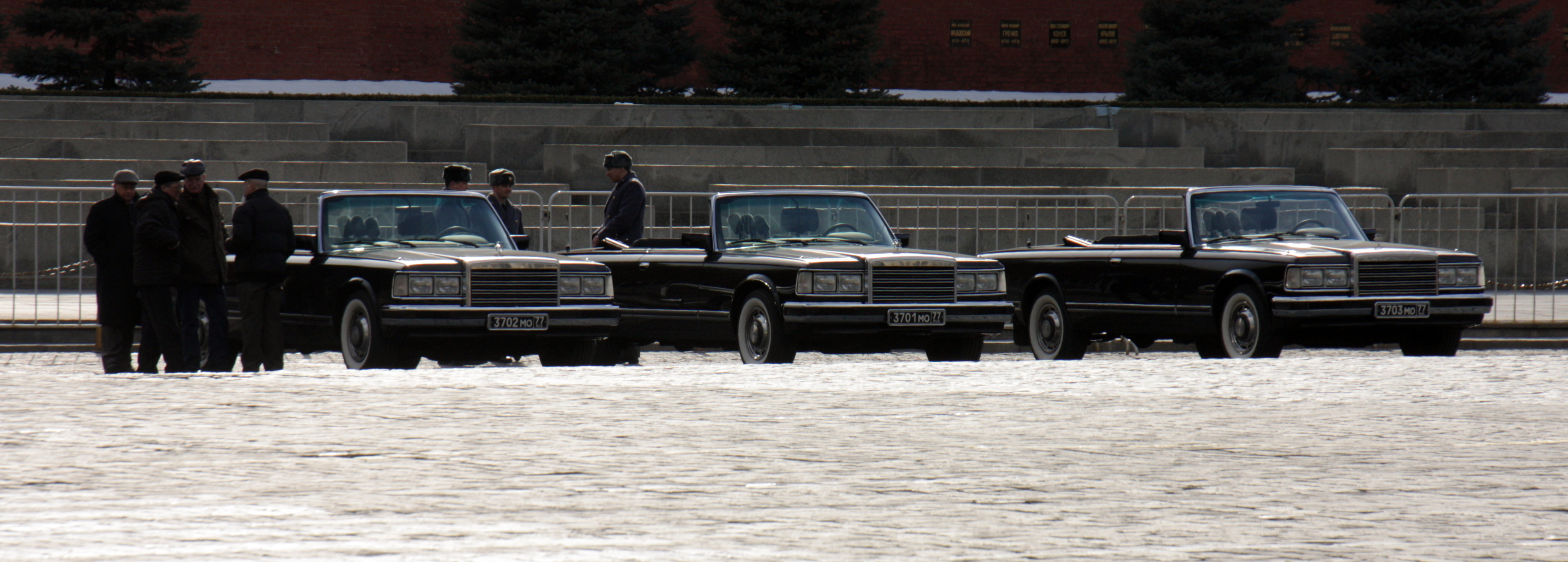
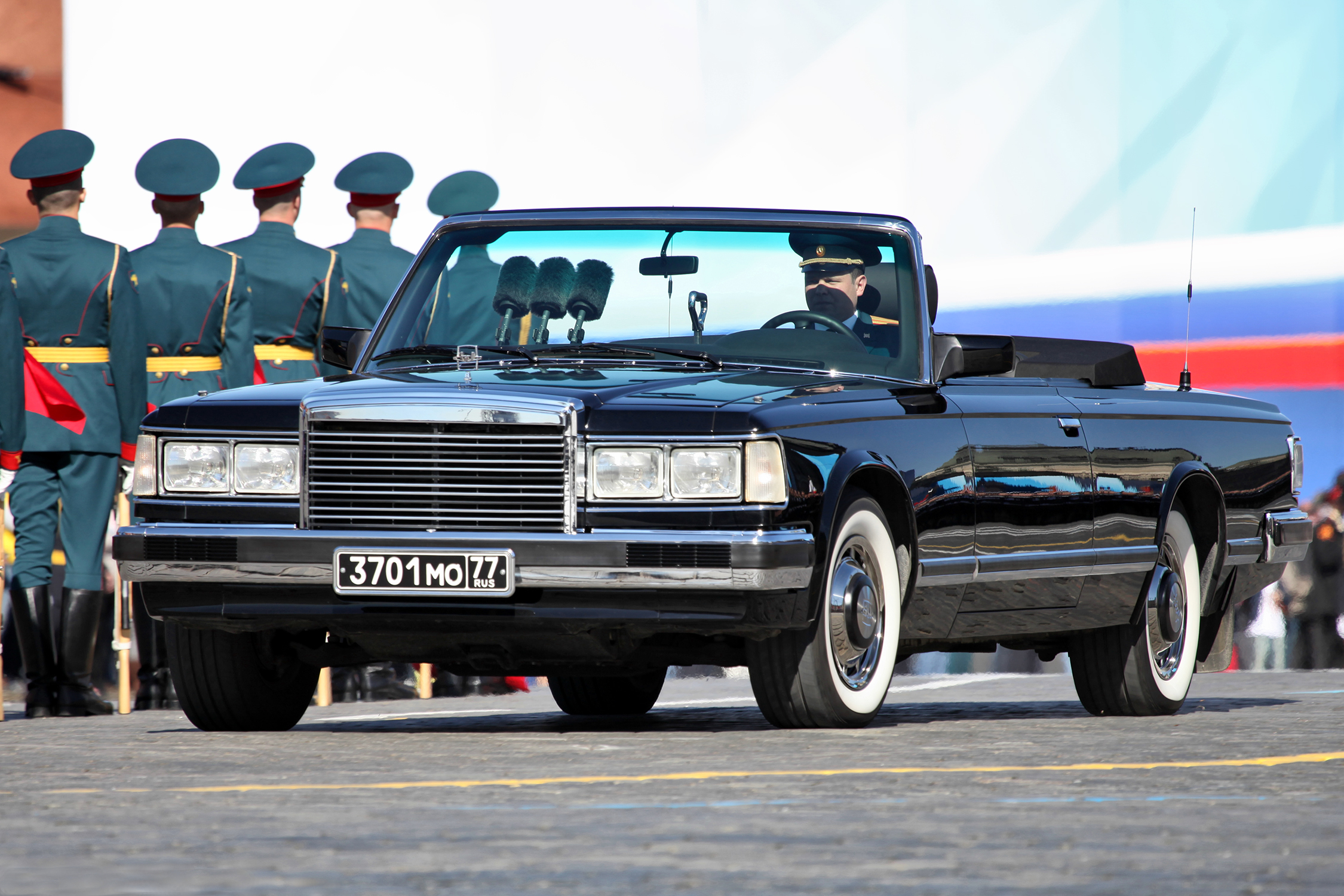
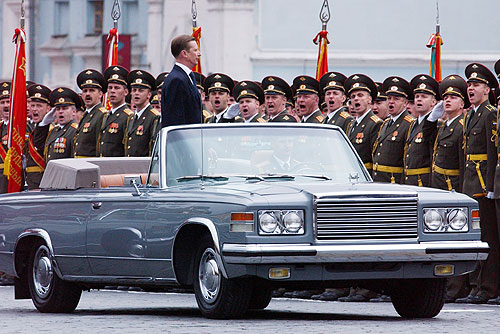
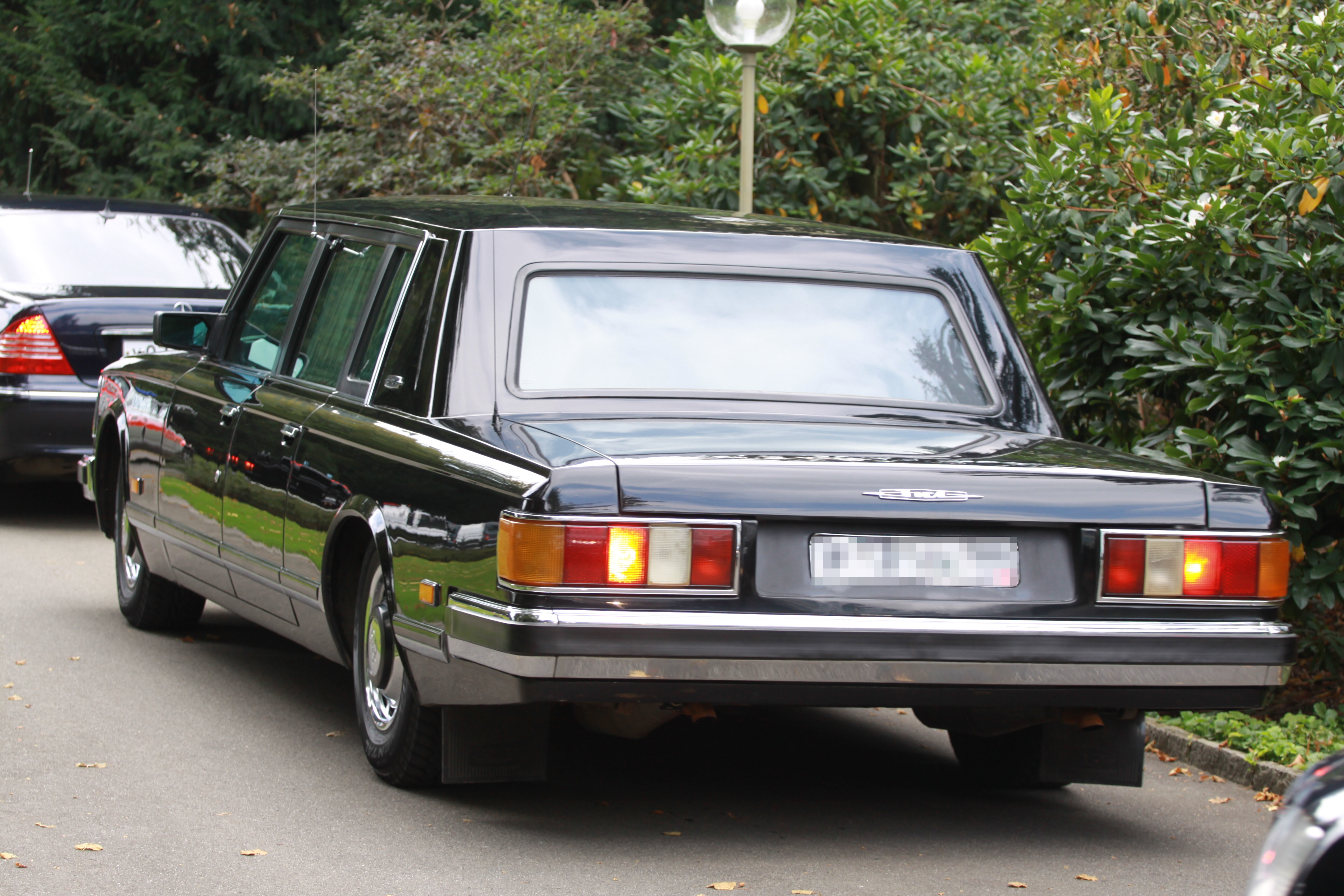
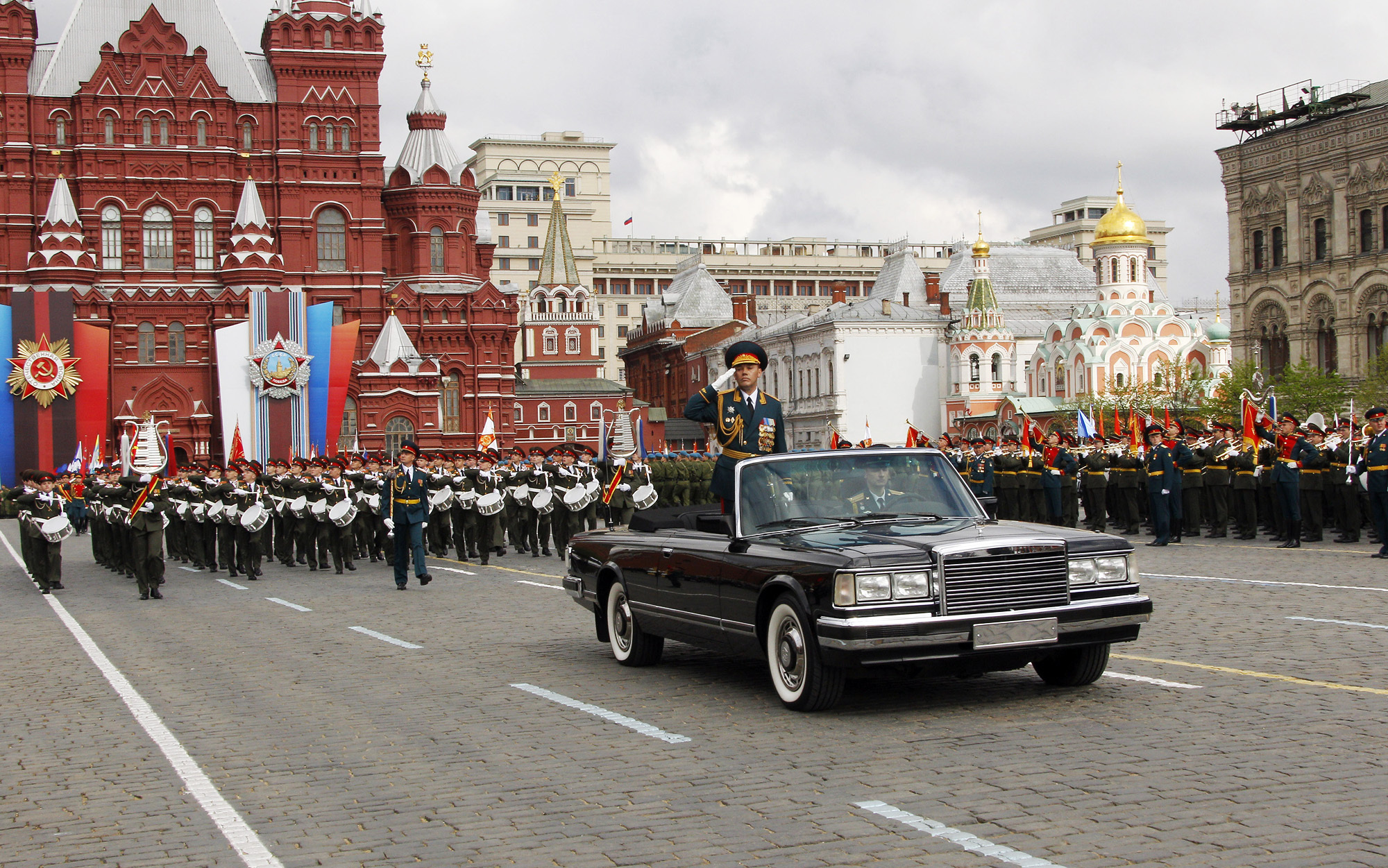